# Gerard Jacob Theodoor Beelaerts van Blokland
Gerard Jacob Theodoor Beelaerts van Blokland (Rotterdam, 12 januari 1843 – 's-Gravenhage, 14 maart 1897) was een Nederlands politicus.

## Biografie
Hij werd geboren in Rotterdam, als zoon van Frans Willem Anne Beelaerts van Blokland en Magdalena Jacoba Mersen Senn van Basel. Hij was een telg uit een geslacht van Dordtse regenten en was orthodox protestant.
Hij was een negentiende-eeuws politicus, gezant en Tweede Kamervoorzitter na de winst van de rechtse coalitie in 1888. Hij was ambtenaar op het Ministerie van Justitie en enkele malen Tweede Kamerlid voor de antirevolutionairen. Hij trad tamelijk zelfstandig op, waarbij hij tot de conservatieve vleugel kon worden gerekend. Hij was dertien jaar gezant van de Zuid-Afrikaansche Republiek; een functie die hij combineerde met het Kamervoorzitterschap. Beelaerts van Blokland voelde zich sterk verbonden met de calvinistische nakomelingen van Nederlanders in Transvaal. Als jurist maakte hij deel uit van diverse staatscommissies.

## Onderscheiding
Bij Koninklijk Besluit werd hij benoemd tot Ridder in de Orde van de Nederlandse Leeuw.
- Biografisch Portaal: 69099751
- International Standard Name Identifier: 0000 0003 9632 9937
- Nederlandse Thesaurus van Auteursnamen: 069085633
- Parlement.com: vg09lkxtgnwt
- Virtual International Authority File: 291160236
- WorldCat: E39PBJp9qX8MMTJbVbvwWkgFrq